# Tegenaria comstocki
Tegenaria comstocki är en spindelart som beskrevs av Gajbe 2004. Tegenaria comstocki ingår i släktet husspindlar, och familjen trattspindlar. Inga underarter finns listade i Catalogue of Life.